# Johann Schop
Johann Schop (1590 - 1667) fou un compositor de principis del Barroc.
De 1615 a 1619 residí en la cort de Dinamarca, i el 1621 fou nomenat director de la Música del Consell d'Hamburg, i després director de la música de la ciutat.
Segons Becke, contribuí notablement al desenvolupament de la partita, malgrat que fins avui no s'han trobat les seves composicions instrumentals. En canvi, es conserven concerts religiosos d'1 a 5 parts; Frammer und gottscliger Christen alltägliche Hausmusik; Flüchtige Feldrosen, i un gran nombre de cantates de circumstàncies.